# Colleville-sur-Mer
Colleville-sur-Mer er en landsby ved kysten i Normandiet. Under 2. Verdenskrig blev stedet kendt under kodenavnet Omaha Beach.

## Geografi
Colleville-sur-Mer ligger knap 20 km nordvest for Bayeux i Calvados departmentet i Basse-Normandie regionen i det nordvestlige Frankrig.

## Historie
Selv om nyere arkæologiske fund har leveret bevis på at der fandtes en bosættelse allerede i romertiden har navnet Colleville normanniske rødder. Det består af det nordiske personnavn Koli og den latinske betegnelse villa i betydningen villa rustica, herregård.
Den første skriftlige omtale af stedet stammer fra 1082 i Cartulaire de la Trinité under navnet Colevilla. 1269 bliver stedet til en kommune, nu under navnet Collevilla.
Middelalderborgen Château Perrey du Moustier blev sløjfet af englænderne under Hundredårskrigen. I det 18. århundrede blev der bygget et slot af Comte Charles Léonor de Marguerye og hans søn. Under kampene i forbindelse med landgangen i juni 1944 blev slottet stærkt beskadiget og resterne blev revet ned i 1953.
På D-dag lå Colleville ovenfor sektorerne Fox Green og Easy Red (længere vestpå i retning mod Saint-Laurent-sur-Mer) på Omaha Beach. Om morgenen den 6. juni 1944 gik 1. og 29. amerikanske infanteridivision i land her, og stødte i første omgang på hårdnakket modstand fra tyskerne, som lå godt forskanset på de høje skrænter med udsigt over stranden. Først omkring kl. 20 lykkedes det at etablere et brohoved på højderne vest for Colleville. Byen selv blev først befriet den følgende dag af 2. betaljon i 18. regiment af 1. amerikanske infanteridivision.
På stedet hvor brohovedet blev etableret blev der allerede den 8. juni 1944 oprettet en amerikansk krigskirkegård. I dag ligger der her den meget besøgte amerikanske kirkegård i Normandiet med 9.386 grave og et mindesmærke over 1.557 savnede.